# Siergiej Słonimski
Siergiej Michajłowicz Słonimski (ros. Сергей Михайлович Слонимский, ur. 12 sierpnia 1932 w Leningradzie , zm. 9 lutego 2020 w Petersburgu) – rosyjski kompozytor, pianista i pedagog; syn pisarza Michaiła Słonimskiego i bratanek kompozytora amerykańskiego Nicolasa Slonimskiego, daleki krewny Antoniego Słonimskiego .

## Życiorys
Mając 11 lat zaczął pobierać prywatne lekcje kompozycji u Wissariona Szebalina. W latach 1945–1950 uczęszczał w Moskwie do szkoły muzycznej dla wybitnie uzdolnionych dzieci , gdzie uczył się gry fortepianowej u Samariego Sawszinskiego oraz kompozycji u Borisa Arapowa i Siergieja Wolfienzona.
W latach 1950–1958 studiował w Konserwatorium Leningradzkim pianistykę u Władimira Nilsena i kompozycję pod kierunkiem Oresta Jewłakowa . W 1958 ukończył podyplomowe studium w zakresie teorii muzyki. Od 1959 wykładał przedmioty teoretyczne, a od 1967 kompozycję w Konserwatorium w Leningradzie . W 1963 otrzymał tytuł kandydata sztuki za dysertację na temat symfonii Siergieja Prokofjewa .
Uczestniczył w badaniach nad rosyjską muzyką ludową. W okresie obowiązywania socrealizmu był celem ataków oficjalnej krytyki muzycznej. Od roku 1993 był członkiem Rosyjskiej Akademii Nauk. Prezes honorowy Stowarzyszenia Polskiej Kultury Muzycznej im. Fryderyka Chopina w Petersburgu .

## Twórczość
Z końcem lat 50., w okresie politycznej odwilży, zaczął stosować technikę 12-tonową, a od początku lat 60. także aleatoryzm, środki sonorystyczne i niekonwencjonalną notację graficzną. Jego kompozytorskim idiomem stał się polistylizm, charakterystyczny dla szkoły rosyjskiej kompozycji II połowy XX wieku .
Ważne miejsce w twórczości Słonimskiego zajęły symfonie. Realizuje on w nich różne rodzaje muzycznej dramaturgii: liryczno-epicką, sielankową, czy narratywną – jak w IV Symfonii (1982), dedykowanej ojcu. W późniejszych symfoniach wykazuje tendencję do postmahlerowskich masywnych cykli – np. tragiczna IX Symfonia (1987) odnosząca się do katastrof, które spadły na ludzkość w XX wieku. Ten sam temat poruszają mitologiczne obrazy w symfonicznym fresku Apollon i Marsij (1991). Zautomatyzowana X Symfonia „Krugi ada”, inspirowana Boską komedią Dantego, dzieli się na dziewięć części odpowiadających dziewięciu tytułowym kręgom piekieł. Złożoną symbolikę numeryczną poematu Dantego kompozytor przekształca w serialne frazy muzyczne. Przywiązuje też dużą wagę do postsonorystycznej kolorystyki orkiestrowej oraz różnych sposobów wydobywania dźwięku na instrumentach dętych .
Skomponował utwory orkiestrowe (w tym 34 symfonie) i z towarzyszeniem orkiestry, utwory kameralne, na instrumenty solowe oraz utwory wokalne – kantaty, pieśni na chór a cappella i na głos z towarzyszeniem fortepianu, a także utwory sceniczne, w tym 3 balety: Ikar (1970), Princessa Pirlipat (2001), Wołszebnyj oriech (2004) i 8 oper: Wirinieja (1967), Mastier i Margarita (Mistrz i Małgorzata) (1972), Maria Stiuarda (Maria Stuart) (1980), Hamlet (1991), Car Iksion (1995), Iwan Groznyj (1995), Karol Lir (Król Lear) (2000), Antygona (2008). Pisał też muzykę do filmów i sztuk teatralnych .
Cztery kompozycje Słonimskiego były wykonywane podczas festiwalu Warszawska Jesień: 
- Polskije strofy, na mezzosopran i flet, słowa: Antoni Słonimski (1963); wyk. polskie w 1966
- Koncert buffo, na orkiestrę kameralną (1966); wyk. polskie w 1969
- Antyfony, na kwartet smyczkowy (1968); wyk. polskie w 1977
- Nowogrodskaja plaska, na klarnet, puzon, wiolonczelę, fortepian i perkusję z taśmą (1980); wyk. polskie w 1980 (prawyk.) i 1985

## Odznaczenia
- 2002 – Państwowa Nagroda Federacji Rosyjskiej[5]
- 2003 – Krzyż Komandorski Orderu Odrodzenia Polski[1]
- 2008 – Order „Za zasługi dla Ojczyzny” IV Klasy (Rosja)[6]
- 2011 – Złoty Medal „Zasłużony Kulturze Gloria Artis”[7]
- 2017 – Order Honoru (Rosja)[8]